# Anbau (Landwirtschaft)
Als Anbau bezeichnet man in der Landwirtschaft die Aussaat oder die Anpflanzung von Nutzpflanzen mit dem Ziel der Erzeugung landwirtschaftlicher Produkte und der daraus zu erzielenden wirtschaftlichen Einnahmen. Wichtige Details dazu finden sich bei Saatgut, Ackerbau, Pflanzenbau, Düngung, Pflanzenschutz und Landtechnik.

## Anbauvoraussetzungen und Anbaugrenzen
Der Anbau verschiedener landwirtschaftlicher Kulturen ist stark abhängig von Standortbedingungen wie Bodenart, Bodentyp, Topografie, Klima, jahreszeitlichem Niederschlag und dem Temperaturverlauf sowie der verfügbaren Pflanzensorten. Der Boden muss genügend Ackerkrume besitzen um ein Saatbett herstellen zu können und den Feldaufgang und die Durchwurzelung zu ermöglichen sowie durch Bioeffektoren und die Kapillaren den Bodenorganismen die notwendige Versorgung mit Wasser, Luft und Nährstoffen zu ermöglichen. Um die Sä-, Pflege- und Erntemaßnahmen mit Landmaschinen durchführen zu können bestehen Anforderungen an die Topographie und das Wetter.
Für die Auswahl der Pflanzenart sowie deren Sä- und Pflanzzeitpunkt spielen die Bodentemperaturen für die Keimung und Feldaufgang sowie Frost für die Vernalisation von Winterfrüchten eine entscheidende Rolle. Andererseits sind während der Vegetation mindestens 100 frostfreie Tage notwendig um eine Getreideart anbauen zu können. Die Wasserversorgung ist der entscheidende Faktor für die landwirtschaftliche Anbaugrenze vom Trockenfeldbau zur Weidewirtschaft. Zudem ist das natürliche Vorkommen oder aber die Zugabemöglichkeit der notwendigen Pflanzennährstoffe eine wesentliche Voraussetzung beim Anbau. Die in Abhängigkeit vom Breitengrad des Anbaustandortes abweichenden Tageslängen sind entscheidend für die Wahl der jeweiligen Pflanzenart. Die Hangneigung einer landwirtschaftlichen Nutzfläche setzt mitunter Grenzen für den Einsatz von Sä-, Pflege- und Erntemaschinen.
Agronomische Anbaugrenzen sind:
- ungenügende Bodentiefe (Bodenhorizont) mangelnde Durchwurzelungsmöglichkeit (Rhizosphäre)
- Frostgefahr Spätfrost, Frühfrost, Kahlfrost und mangelnde Frostschutzmöglichkeit (z. B. Frostschutzberegnung), Permafrostboden
- unpassende Tageslänge für Lichtkeimer und Kurztagspflanzen bzw. Langtagpflanzen (Photoperiodismus)
- mangelnde Wärme (Keimung, agronomische Höhengrenze und Polargrenze) bzw. zu hohe Temperatur bei C3-Pflanzen, C4-Pflanzen
- mangelnde Wasserversorgung, Welkepunkt, Trockengrenze oder Staunässe
- geringer Humusgehalt und Pflanzennährstoffmangel,
- ungenügende Pflanzenschutzmöglichkeit, Welke
- eingeschränkte Ernte und Abtransportmöglichkeit

Angebaut werden:
- direktverzehrbare Lebensmittel, z. B. Kartoffeln, Gemüse, Obst
- Pflanzen zur Weiterverarbeitung zu Lebensmitteln, z. B. Getreide, Zuckerrübe
- Pflanzen zur Weiterverarbeitung zu technischen Stoffen, z. B. Hanf, Baumwolle
- Pflanzen zur Energiegewinnung, z. B. Energiemais, Biodiesel
- Pflanzen zur Herstellung von Genussmitteln, z. B. Tabak, Hopfen
- Pflanzen zur Herstellung von Phytopharmaka und Heilpflanzen wie z. B. Johanneskräuter
- Pflanzen zur Fütterung von Nutztieren z. B. Mais, Futterrübe, Heu, Klee

Untergliederung nach Anbaumethoden:
- konventioneller Anbau (konventionelle Landwirtschaft)
- ökologischer Anbau (ökologische Landwirtschaft)
- Gemüse- und Blumenanbau als Gartenbau im Freilandanbau oder in Glas- oder Folienhäusern (Gewächshaus)

Boden- und Pflanzenbauvereinigungen (Auswahl):
- Bundesverband Deutscher Pflanzenzüchter
- Deutsche Bodenkundliche Gesellschaft
- Deutsche Gesellschaft für Pflanzenernährung
- Erzeugerverband biologisch wirtschaftender Landwirte
- Gesellschaft für Pflanzenbauwissenschaften
- Gesellschaft für Pflanzenzüchtung
- Industrieverband Agrar
- Institut für Kulturpflanzenwissenschaften
- International Union of Soil Sciences

Siehe auch:
- Agrarchemie
- Agrophysik
- Bestäubungsleistung
- Blockanlage (Feldversuch)
- Lateinisches Quadrat
- Meteorologische Ertragsanalyse
- Statistische Versuchsplanung
- Stresstoleranz